# Ильтяковский сельсовет
Ильтяковский сельсовет — административно-территориальная единица и сельское поселение в Шадринском районе Курганской области Российской Федерации.
Административный центр — село Ильтяково.
С 23 декабря 2021 года Законом Курганской области от 10.12.2021 № 140 муниципальный район был преобразован в муниципальный округ, в административном районе упразднён сельсовет.

## История
Статус и границы сельского поселения установлены Законом Курганской области от 4 ноября 2004 года № 735 «Об установлении границ муниципального образования Ильтяковского сельсовета, входящего в состав муниципального образования Шадринского района».

## Население
| 1989 | 2002 | 2004 | 2010 | 2012 | 2013 | 2014 |
| ---- | ---- | ---- | ---- | ---- | ---- | ---- |
| 890  | ↘743 | ↘681 | ↘491 | ↘482 | ↘468 | ↘442 |
| 2015 | 2016 | 2017 | 2018 | 2019 | 2020 |      |
| ↗451 | ↘436 | ↘432 | ↗435 | ↘411 | ↘402 |      |

## Состав сельского поселения
| № | Населённый пункт | Тип населённого пункта       | Население |
| - | ---------------- | ---------------------------- | --------- |
| 1 | Ильтяково        | село, административный центр | ↘234      |
| 2 | Кокорина         | деревня                      | ↘96       |
| 3 | Огонек           | деревня                      | ↘15       |
| 4 | Плоская          | деревня                      | ↘89       |
| 5 | Прыгова          | деревня                      | ↘57       |